# SS Chelyuskin
SS Chelyuskin (russo:  «Челю́скин»; IPA: [tɕɪˈlʲʉskʲɪn]) foi um navio a vapor soviético reforçado para navegar através do gelo polar e ficou preso nas águas do Ártico na Passagem do Nordeste de Murmansk para Vladivostok. O propósito da expedição era determinar a possibilidade de navegar pela Passagem com um navio que não fosse quebra-gelo.
Construído na Dinamarca em 1933 pela Burmeister and Wain (B&W, Copenhagen) e nomeado em homeganem ao explorador polar russo Semion Chelyuskin. O chefe da expedição foi Otto Schmidt e o capitão do navio Vladimir Voronin. Ao todo existiam 111 pessoas a bordo do navio. A tripulação era conhecida como Chelyuskintsy, "Chelyuskinites".

## Missão
Após partir de Murmansk em 2 de agosto de 1933, o navio manobrou até alcançar a Passagem Nordeste antes de ficar preso em um campo de gelo em setembro. Depois disso ele ficou a deriva antes de naufragar em 13 de fevereiro de 1934, após atingir um bloco de gelo em próximo a Ilha Kolyuchin no Mar de Chukchi. A tripulação escapou pelo gelo e improvisaram uma pista de pouso, utilizando algumas espadas, pás de gelo e dois pés de cabra. Eles precisaram reconstruir a pista de pouso 13 vezes até o resgate em abril daquele ano e chegarem ao vilarejo de Vankarem.
Os pilotos do avião que ajudaram nas operações de busca e salvamento foram as primeiras pessoas a receber o título de Herói da União Soviética. Os pilotos eram Anatoly Liapidevsky, Sigizmund Levanevsky, Vasily Molokov, Mavriky Slepnyov, Mikhail Vodopianov, Nikolai Kamanin e Ivan Doronin. Liapidevsky pilotou um ANT-4, a versão civil do bombardeiro TB-1, while Slepnev e Levanevsky pilotaram um Consolidated Fleetster trazido dos Estados Unidos para a missão e os outros pilotos utilizaram um Polikarpov R-5. Dois mecânicos de aeronaves americanos, Clyde Goodwin Armitstead e William Latimer Lavery, também ajudaram nas buscas do Chelyuskintsy, em 10 de setembro de 1934 e foram agraciados com a Ordem de Lenin.
Com o navio ficou preso na entrada do Estreito de Bering, a União Soviética considerou que o objetivo principal da expedição fora atingido. Após novas tentativas da travessia entre 1933 e 1934, a Passagem Nordeste foi oficialmente aberta para a exploração comercial em 1935.